# August Ludwig von Schlözer
August Ludwig von Schlözer (Gaggstatt, 5 luglio 1735 – Gottinga, 9 settembre 1809) è stato uno storico tedesco oltre che filologo, filosofo, linguista, che pose le basi per lo studio critico della storia della Russia.

## Biografia
A. von Schlözer, conosciuto anche con lo pseudonimo Johann Joseph Haigold ed a volte scritto Schlötzer, nacque a Gaggstatt (oggi Kirchberg an der Jagst) nel 1735. Suo padre, nonno e bisnonno erano sacerdoti protestanti. Nel 1751 andò a studiare teologia presso l'Università di Halle-Wittenberg. Nel 1754 decise di cambiare scuola e passare alla Università Georg-August di Gottinga dove avevano avuto risonanza gli scritti orientali di Johann David Michaelis. Studioso della Bibbia, si appassiona di geografia e linguaggi dell'Oriente, durante la preparazione per un viaggio in Palestina. Il progetto del viaggio, che ha perseguito per lungo tempo, esprime il suo modo di pensare: per un problema teorico si cerca una soluzione analizzando in profondità e dimostrando attraverso prove pratiche. Era poliglotta e industrioso. Studiò anche medicina e scienze politiche. Durante un'esperienza di tre anni come tutor in Svezia, è stato capace di scrivere articoli scientifici in svedese. Dal 1761 al 1770 trascorse importanti anni di formazione in Russia, dove si specializzò nella storiografia.

## Opere
- Nuova Russia cambiata o vita di Caterina zarina della Russia: descritto da notizie autentiche, Riga; Lipsia 1767 (testo integrale in digitale nell'archivio tedesco del testo)
- Storia universale, Göttingen; Gotha, 1772 – 1773 – tradotta dal tedesco al francese da Johann Matthias Schrockh: Histoire universelle, a l'instruction de la jeunesse, et precedee d'un discours pour y preparer les enfans, L'Aia presso I. van Cleef, 1800
- Collezioni critiche sulla storia dei tedeschi in Transilvania, Göttingen, 1795